# 帕克醇
帕克醇（英語：parkeol，或称作羊毛甾-9(11),24-二烯-3β-醇，lanosta-9(11),24-dien-3β-ol，分子式C30H50O）是一种植物甾醇，最初提取自乳油木（Butyrospermum parkii）。帕克醇可以是氧化鲨烯环化酶催化2,3-环氧鲨烯环化反应的几种副产物之一，但却是帕克醇合酶的唯一产物。